# Unione Sportiva Libertas Rimini 1933-1934
Questa voce raccoglie le informazioni riguardanti l'Unione Sportiva Libertas Rimini nelle competizioni ufficiali della stagione 1933-1934.

## Rosa
| N. |                   | Ruolo | Calciatore            |
| -- | ----------------- | ----- | --------------------- |
|    | Italia (bandiera) | C     | Eugenio Balducci      |
|    | Italia (bandiera) | C     | Edmondo Balducci      |
|    | Italia (bandiera) | C     | Oreste Benzi          |
|    | Italia (bandiera) | A     | Angelo Bullini        |
|    | Italia (bandiera) | A     | Alfredo Fallavena     |
|    | Italia (bandiera) | D     | Mario Fossati         |
|    | Italia (bandiera) | D     | Giuseppe Gladiali     |
|    | Italia (bandiera) | C     | Giovanni Grossi       |
|    | Italia (bandiera) | P     | Vincenzo Lucantoni    |
|    | Italia (bandiera) | C     | Vittorio Marcovecchio |
|    | Italia (bandiera) | A     | Saturno Mietti        |

| N. |                   | Ruolo | Calciatore        |
| -- | ----------------- | ----- | ----------------- |
|    | Italia (bandiera) | A     | Walter Montanari  |
|    | Italia (bandiera) | P     | Ferdinando Morri  |
|    | Italia (bandiera) | D     | Fausto Perazzini  |
|    | Italia (bandiera) | A     | Giuseppe Pavan    |
|    | Italia (bandiera) | C     | Manlio Sangiorgi  |
|    | Italia (bandiera) | C     | Ermenegildo Soci  |
|    | Italia (bandiera) | A     | Giuseppe Veronesi |
|    | Italia (bandiera) | A     | Silvio Zanotti    |
|    | Italia (bandiera) | P     | Marco Zavoli      |
|    | Italia (bandiera) | D     | Italo Zini        |